# Uncharted 3: Drake's Deception
Uncharted 3: Drake's Deception là video game hành động, là bản thứ ba nằm trong sê-ri Uncharted, được phát triển bởi Naughty Dog. Đây là phiên bản tiếp nối sự thành công của người tiền nhiệm Uncharted 2: Among Thieves vào năm 2009. Game được phát hành độc quyền trên hệ máy PlayStation 3 bởi Sony Computer Entertainment vào ngày 1 tháng 11 năm 2011 ở Bắc Mỹ, ngày 2 tháng 11 cho Châu Âu và ở Úc là ngày 3 tháng 11 cùng năm. Bản đặc biệt Game of the Year Edition với những nội dung mới là một phần của thương vụ Fortune Hunters' Club được phát hành ở châu Âu vào ngày 19 tháng 11 năm 2011.
Trong bản Uncharted này, nhân vật chính Nathan Drake và người thầy và cũng là đồng sự Victor Sullivan đi vòng quanh thế giới để có thể đến được sa mạc Rub' al Khali, nhằm tìm kiếm thành phố đã mất Iram of the Pillars, được nhắc đến trong kinh Quran. Hai nhân vật nữ Elena Fisher và Chloe Frazer cũng có mặt trong Uncharted 3. Cốt truyện game bắt nguồn từ những ngày tháng khảo cổ của T. E. Lawrence. Arne Meyer, nhà chiến lược truyền thông đại chúng của Naughty Dogs nói rằng chủ đề chính của Uncharted 3 là 'đi tìm một hướng đi'.
Uncharted 3 nhận phản hồi rất tích cực với các lời khen trên toàn cầu, điểm số trung bình 92% trên trang web đánh giá tổng hợp Metacritic và 91.76% của Game Rankings, làm cho game trở thành một trong những trò chơi được đánh giá cao nhất trong năm 2011. Nó thắng một số giải thưởng cho hạng mục "Game của năm", với những lời khen ngợi dành cho kịch bản, lồng tiếng, đồ họa và cách làm game giống như Hollywood. Sau một ngày ra mắt, trò chơi đã bán được 3,8 triệu bản.